# Oberndorf (Weikersheim)
Oberndorf ist ein Wohnplatz auf der Gemarkung des Weikersheimer Stadtteils Neubronn im Main-Tauber-Kreis im fränkisch geprägten Nordosten Baden-Württembergs.

## Geographie
Der Weiler Oberndorf mit knapp zwei Dutzend Hausnummern steht etwa 3 Kilometer südöstlich des Weikersheimer Stadtteils Neubronn auf dessen Gemarkung in einer Höhe von etwa 380–420 m ü. NHN am linken Hang des oberen Rindbach-Tals.
Das Gewässer fließt dort noch nordostwärts, erreicht etwa 200 Meter östlich von Oberndorf den überwiegend rechtsseits am Zufluss des Streichentaler Bachs stehenden Weilers Standorf auf der Gemarkung des Creglinger Stadtteils Niederrimbach, wendet sich dort nordwärts und mündet zuletzt von links in die Tauber.
Westlich von Oberndorf liegt in etwas Abstand die Waldinsel Strut, auf der Gegenseite des Tals steht schon auf Niederstettener bzw. Creglinger Stadtgemarkung etwas Hangwald. Ansonsten umfasst die Umgebung im Tal meist Wiesen oder alte Obstwiesen am Hang, auf der Hochebene fast nur Felder. Reihum steht fast überall der Obere Muschelkalk an, der nur im und am Strut von einer LettenkeuperInsel (Erfurt-Formation) überdeckt ist.

## Geschichte
Der Ort wurde im Jahre 1345 erstmals urkundlich als Oberndorf erwähnt. Die Geschichte entspricht der von Neubronn. Im Städtekrieg wurde der Ort im Jahre 1449 verbrannt.
Der Weiler kam als Teil der ehemals selbständigen Gemeinde Neubronn am 15. Juli 1972 zur Stadt Weikersheim.

## Kulturdenkmale
Kulturdenkmale in der Nähe des Wohnplatzes sind in der Liste der Kulturdenkmale in Weikersheim verzeichnet.

## Verkehr
Der Ort ist über die K 2857 zu erreichen. Im Ort befindet sich die gleichnamige Straße Oberndorf.